# تارریس‌سینگان
تارریس‌سینگان (نام علمی: Liphistiomorpha) نام یک زیرراسته از راسته عنکبوت است.